# Dan Harrington
Dan Harrington (Cambridge, 6 dicembre 1945) è un giocatore di poker e scrittore statunitense, campione del mondo nel 1995, ed autore di libri sulla strategia del poker. Ha inoltre vinto un ulteriore braccialetto delle World Series of Poker ed un titolo del World Poker Tour.

## Carriera
Harrington, soprannominato Action Dan, ha guadagnato in carriera una cifra superiore ai 6 milioni di dollari.
Harrington, avvocato tributarista ed ex campione di backgammon e maestro di scacchi, ottenne il primo piazzamento a premi alle WSOP già alla sua prima partecipazione nel 1986. Conquistò il primo tavolo finale nelle World Series of Poker 1987, chiudendo al sesto posto. Vinse le World Series of Poker 1995, riuscendo a sconfiggere in heads-up il rivale Howard Goldfarb.
Nel corso degli anni Harrington ha giocato altri due tavoli finali alle WSOP: chiuse infatti al terzo posto nel 2003 ed al quarto nel 2004.
Vanta inoltre un altro braccialetto delle World Series of Poker: lo ottenne nel 2.500 $ No Limit Hold'em (1995).
Harrington ha vinto anche un titolo del World Poker Tour, nel 2007 a Los Angeles. Il suo primo tavolo finale del WPT è datato 2005, nel Doyle Brunson North American Championship.
Dan Harrington, Doyle Brunson, Carlos Mortensen, Scotty Nguyen e Joe Hachem sono gli unici cinque giocatori di poker ad aver vinto il "main event" delle World Series of Poker ed un titolo del World Poker Tour.
Dal novembre 2010 è stato ammesso a far parte della Poker Hall of Fame.

## Libri
Dan Harrington è autore (insieme con Bill Robertie) di cinque libri molto popolari riguardanti le strategie del poker; tre di essi riguardano il Texas hold 'em e due il cash game. Sono stati tutti pubblicati dalla "Two Plus Two Publishing". I titoli italiani, editi dalla "Boogaloo Publishing", sono:
- Dan Harrington, Bill Robertie, Harrington vol. 1. On Limit Hold'em - Strategic Play, Rovereto, Boogaloo Publishing, 2007.
- Dan Harrington, Bill Robertie, Harrington vol. 2. On Limit Hold'em - The Endgame, Rovereto, Boogaloo Publishing, 2007.
- Dan Harrington, Bill Robertie, Harrington vol. 3. On Limit Hold'em - The Workbook, Rovereto, Boogaloo Publishing, 2008.
- Dan Harrington, Bill Robertie, Cash Games vol. 1, Rovereto, Boogaloo Publishing, 2008.
- Dan Harrington, Bill Robertie, Cash Games vol. 2, Rovereto, Boogaloo Publishing, 2008.
- Dan Harrington, Bill Robertie, Online cash games No-limit hold'em 6-max, Rovereto, Boogaloo Publishing, 2011.